# دوک‌نشین مرانیا

نشان خانوادگی

دوک‌نشین مرانیا (آلمانی: Herzogtum Meranien) همچنین شناخته شده با عنوان‌های دیگر از جمله (مران، مرانو و مارانی) یک ایالت امپریالی با عمر کوتاه در دورهٔ امپراتوری مقدس روم از سال ۱۱۵۳ تا ۱۲۴۸ بود. این دوکن‌نشین با نام دیگر دوک‌نشین دالماتیا نیز در تاریخ مشهور است که پوشش دهندهٔ دالماسی در خط ساحلی شمالی است، در دوران جنگ‌های صلیبی مختلف سلحشوران و جنگاورانی از این دوک‌نشین به سرزمین‌های مقدس اعزام و در جنگ‌ها شرکت نمودند

## دورنمای تاریخی
دوک‌نشینی در زمان فریدریش بارباروسا یا فریدریش اول از امپراتوری مقدس روم و یکی از پادشاهان رومن‌ها در قالب یک تیول‌داری امپراتوری تأسیس شد. در آن زمان به عنوان یک نهال پا گرفته سوابی‌ها از اشتاوفر شناخته می‌شد، فریدریش جانشین عموی خود کنراد سوم بود. همان کسی که موفق به دفع دودمان رقیب یعنی دودمان ولف و دوک هنری شده بود.